# Евтеев, Александр Николаевич
Александр Николаевич Евтеев (22 февраля 1953, Вольск, Саратовская область — 27 марта 2021) — советский и российский военачальник. Командующий Коллективными силами СНГ по поддержанию мира в зоне грузино-абхазского конфликта (2002—2005). Генерал-лейтенант (2004).

## Биография
Родился в 1953 г. в г. Вольске Саратовской области.

### Образование
- 1971—1975 годы Омское высшее танковое командное училище по специальности — командной общевойсковой, присвоена квалификация офицера с высшим общим и средним военным образованием.
- 1981—1984 годы Военную академию бронетанковых войск имени Маршала Советского Союза Р. Я. Малиновского окончил с золотой медалью по специальности — командно-штабная, оперативно-тактическая общевойсковая, присвоена квалификация офицера с высшим военным образованием.
- окончил в 1995 году — Военную академию Генерального штаба Вооружённых сил Российской Федерации,
- 1997—1999 годы Российскую академию государственной службы при Президенте России[2].
- 1998 год — кандидат технических наук.

### На воинской службе
Военную службу в Вооружённых Силах СССР и Российской Федерации проходил с 1971 по 2009 год на командных и штабных должностях командира взвода до командира полка, командир танковой дивизии, командующий Миротворческой группировкой в ВС РФ, начальник штаба вооружения — первый заместитель начальника вооружения ВС РФ.
1981—1984 годы Слушатель основного факультета Военной академии бронетанковых войск имени Маршала Советского Союза Р. Я. Малиновского (1984). МВО. (Москва, СССР).

### На высших должностях
- 1989—1991. Подполковник, полковник (досрочно). Командир 6-й гвардейской отдельной мотострелковой Берлинской ордена Богдана Хмельницкого бригады, 20-й гв. ОА. ГСВГ. (Берлин, Карлхорст ГДР, полевая почта 67586, позывной «Мореход»).
- Начальник гарнизона советских войск в Берлине. (Старший воинский начальник). Берлин, ГДР, Западный Берлин.
- Командир 10-й гвардейской танковой Уральско-Львовской ордена Октябрьской Революции, Краснознамённой, орденов Суворова и Кутузова добровольческой дивизии имени Маршала Советского Союза Р. Я. Малиновского[2].

В 1995 году окончил Военную академию Генерального штаба Вооружённых сил Российской Федерации.
1995—2000 годы возглавлял 38-й Научно-исследовательский испытательный ордена Октябрьской революции Краснознамённый институт имени маршала бронетанковых войск Федоренко Я. Н.,
В 1999 году — окончил Российскую академию государственной службы при Президенте России. Присуждена квалификация — юрист-специалист по государственному строительству и праву по специальности «юриспруденция»..
Занимал ряд руководящих должностей в штабе Главного командования Сухопутных войск и Центральном аппарате МО РФ.
В 2002—2005 кодах командующий Коллективными силами СНГ по поддержанию мира в зоне грузино-абхазского конфликта.
2008—2009 годы — начальник штаба — первый заместитель начальника вооружения Вооружённых Сил. Кандидат технических наук.

### В отставке
После увольнения в запас из Вооружённых Сил РФ с июля 2009 до августа 2011 года являлся заместителем губернатора Тульской области. В 2012 году стал председателем совета МОО «Совет ветеранов миротворческих сил, локальных войн и вооружённых конфликтов „Миротворец“».
Скончался 27 марта 2021 года после тяжёлой и продолжительной болезни. Похоронен на Троекуровском кладбище г. Москва.

## Знаки отличия
- Орден «За военные заслуги»[2]
- Орден «За службу Родине в Вооружённых Силах СССР» 3-й степени
- Медаль «За укрепление боевого содружества»
- Юбилейная медаль «300 лет Российскому флоту»(1996)
- Юбилейная медаль «70 лет Вооружённых Сил СССР» (1988)[4]
- Медаль «200 лет Министерству обороны»[5]
- Медаль «За безупречную службу» I степени
- Медаль «За безупречную службу» II степени
- Медаль «За безупречную службу»
- Медаль «Участнику контртеррористической операции на Кавказе»
- Знак отличия военнослужащих Северо-Кавказского военного округа «За службу на Кавказе» (2002)[6]
- Медаль «За ратную доблесть» (6.3.2002)
- Орден Чести и Славы «Ахьдз-Апша» III степени (8 декабря 2016 года, Абхазия) — за образцовое выполнение миротворческих задач по обеспечению безопасности и неприкосновенности государственной границы Республики Абхазия[7]. Орден «Леона» 2003 год Республика Абхазия.
- Иностранные награды (Республика Армения, ГДР, Республика Абхазия, Монголия).
- Медаль «Братство по оружию» в серебре

и др.